# 波卡塔克 (康乃狄克州)
波卡塔克（英語：Pawcatuck）是位於美國康乃狄克州新倫敦縣的一個人口普查指定地區。

## 地理
波卡塔克的座標為41°22′38″N 71°50′01″W / 41.37722°N 71.83361°W，而該地最高點為海拔高度2米（即7英尺）。

## 人口
根據2010年美國人口普查的數據，波卡塔克的面積為8.90平方千米，當中陸地面積為8.87平方千米，而水域面積為0.03平方千米。當地共有人口5624人，而人口密度為每平方千米631人。